# Gardnerville Ranchos
Gardnerville Ranchos – jednostka osadnicza w Stanach Zjednoczonych, w stanie Nevada, w hrabstwie Douglas.